# La Croix Maingot
La Croix Maingot (dt.: „Das Kreuz von Maingot“) ist ein Ort im Quarter (Distrikt) Castries im Westen des Inselstaates St. Lucia in der Karibik. 

## Geographie
Der Ort liegt im Zentrum des Quarters zwischen dem Tal des Cul de Sac und dem Tal des Roseau River, mit Verbindung nach Ti Colon (N), Barre Duchaussee (O), Belair (SO), Perou (S), Fond Manger (W) und Barre St. Joseph (NW).

## Klima
Nach dem Köppen-Geiger-System zeichnet sich La Croix Maingot durch ein tropisches Klima mit der Kurzbezeichnung Af aus.